# Alfons Balcázar
Alfons Balcázar Granda (Barcelona, Barcelonès, 1925 — Sitges, Garraf, 28 de desembre de 1993) més conegut con Alfonso Balcázar va ser un productor, distribuïdor, guionista i realitzador cinematogràfic català.

## Biografia
Alfons Balcázar va néixer l'any 1925 al si d'una família benestant. El seu pare, Enrique Balcázar Sevilla, havia fet fortuna amb un negoci de làctics i s'havia establer a Barcelona on va regentar un negoci de pelleteria amb lligams internacionals. La seva mare, Ángeles Granda, havia tingut contacte amb Carmen Polo. L'any 1951, juntament amb els seus germans Franciso i Enrique Jr. va fundar la productora Balcázar Producciones Cinematográficas. En un inici les pel·lícules produïdes tenen un pressupost limitat. Tanmateix, l'any 1956, coincidint amb la inscripció al Registre Mercantil de la productora, comença la focalització de Balcázar PC cap a les coproduccions. El mateix any de fundació de la productora començà la carrera d'Alfonso Balcázar com a director de cinema amb Catalina de Inglaterra. Durant els seixanta va rodar un conjunt de westerns europeus a uns estudis d'Esplugues de Llobregat. A finals dels setanta i principis dels vuitanta rodà cinema eròtic sota el pseudònim d'Al Bagrán.

## Filmografia

### Director
- 1951: Catalina de Inglaterra
- 1959: La encrucijada
- 1960: ¿Dónde vas, triste de ti?
- 1960: Sueños de mujer
- 1961: Los castigadores
- 1962: Solteros de verano
- 1962: Al otro lado de la Ciudad
- 1962: La bella Lola
- 1962: Cena de matrimonios
- 1964: Piso de soltero
- 1964: Pistoleros de Arizona
- 1965: ¡Viva Carrancho!
- 1965: Doc manos de plata
- 1966: Dinamita Jim
- 1967: Clint el solitario
- 1967: Con la muerte a la espalda
- 1968: Sonora
- 1971: La casa de las muertas vivientes
- 1972: Le llamaban Calamidad
- 1972: El retorno de clint el solitario
- 1972: Las juergas del señorito
- 1974: Los inmorales
- 1975: Primeras experiències
- 1975: Pubertad... adolescència... la edad difícil
- 1976: Deseo
- 1982: Colegialas lesbianas y el placer de pervertir
- 1982: La ingènua, la lesbiana y el travesti
- 1982: El marqués, la menor y el travesti
- 1982: Julieta
- 1982: Las vicioses y la menor